# Křenovice (okres Písek)
Křenovice (do roku 1923 Chřenovice, německy Křenowitz, v letech 1939–1945 Kschenowitz) jsou obec v okrese Písek v Jihočeském kraji. Leží šestnáct kilometrů severovýchodně od Písku. Vesnicí probíhá silnice I/29 spojující města Písek a Tábor. V obci žije 180 obyvatel.

## Historie
První písemná zmínka o vesnici pochází z roku 1379, kdy pražský arcibiskup Jan Očko z Vlašimi nechal vypracovat seznam arcibiskupských panství.
Ze soupisu vesnic vyhotovené arcibiskupským notářem Jindřichem Hezlínem z Humpolce pro zvláštní daň jako pomoc králi Václavu IV. při nastoupení jeho vlády, se dozvídáme, že Křenovice byly součástí vltavotýnského panství spolu s dalšími 32 vesnicemi. Křenovice v této době se 13 lány a 20 usedlostmi patřily k největším vesnicím v panství.
V důsledku špatného hospodaření, Pražský arcibiskup Kundrát z Vechty zastavil v roce 1415 panství včetně Křenovic Janu ze Sobětic a následující rok propadla zástava definitivně.
Po bitvě na Bílé Hoře, vrací císař Ferdinand II. vltavotýnské panství jako celek zpět do majetku pražského arcibiskupství. V majetku pražského arcibiskupství zůstávají Křenovice až do roku 1848.
Podle dokumentu „Soupis podle víry“ z roku 1651, žilo v Křenovicích v tomto roce pouze 44 lidí starších deseti let. V obci tehdy bylo 5 sedláků a dále 4 chalupníci.
V moderní době měly Křenovice nejvíce obyvatel koncem 60. let 19. století, kdy zde dle sčítaní lidu z roku 1869 žilo 562 Křenováků. Většina obyvatel se tehdy v Křenovicích živila zemědělstvím.

## Obyvatelstvo
| Rok            | 1869 | 1880 | 1890 | 1900 | 1910 | 1921 | 1930 | 1950 | 1961 | 1970 | 1980 | 1991 | 2001 | 2011 | 2021 |
| -------------- | ---- | ---- | ---- | ---- | ---- | ---- | ---- | ---- | ---- | ---- | ---- | ---- | ---- | ---- | ---- |
| Počet obyvatel | 562  | 543  | 503  | 509  | 443  | 423  | 382  | 292  | 303  | 223  | 176  | 144  | 145  | 156  | 169  |
| Počet domů     | 76   | 79   | 80   | 81   | 79   | 79   | 81   | 83   | 76   | 62   | 59   | 56   | 75   | 75   | 80   |

## Obecní správa
Mezi lety 1850–1960 byly Křenovice obcí v okrese Písek (1850–1930), posléze v okrese Milevsko (1950) a později opět v okrese Písek. V letech 1960–1990 patřily jako část obce k Podolí I a od 24. listopadu 1990 jsou opět samostatnou obcí. V letech 1850–1910 k obci patřila Bilinka a v letech 1874–1887 také Rastory.

### Obecní symboly
Znak a vlajka byly obci uděleny rozhodnutím předsedkyně Poslanecké sněmovny Parlamentu České republiky dne 13. května 2022.

## Pamětihodnosti
- Kaple Nejblahoslavenější Panny Marie. Kaple byla založena roku 1876.[8] Toto datum je odvozeno z letopočtu na místním zvonu. Kaple byla postavena na obecním pozemku, na místě kde stávala zvonice. Na financování bylo použito darů a sbírek mezi místními občany. Na stavbu kaple přispěli i ti, kteří odešli za prací do Ameriky. Zvon, který dodnes zvoní, měl být zrekvírován v roce 1916, k čemuž však nedošlo. Místní občané se domluvili, potají zvon sejmuli. Zvlášť bylo uschováno srdce zvonu a zvlášť samotný zvon. Zvon byl zakopán v lese, srdce bylo uschováno u místního sedláka. Rekvírovací komise byla opita a zvon se nenašel. Později byl zvon opět zavěšen.

Během druhé světové války se zvon neodvážil nikdo znovu ukrýt. Za takový čin hrozil trest smrti zastřelením či deprtace do koncentračního tábora, a tak byl zvon odvezen. Po skončení války byl nalezen v Praze ve skladišti s dalšími zvony, které byly určeny k roztavení. Prozatímní zvon, který ze dvou kusů traverz ukoval místní kovář, byl sejmut a původní zvon byl opět slavnostně zavěšen.
Vedle kaple byla roku 1872 vysazena lípa. Pod jejími kořeny bylo po slavnostní mši zakopáno zemědělské nářadí, čímž byla slavnostně symbolicky pohřbena robota.
- Pomník padlým křenovickým občanům v první světové válce. Na pomníku je nápis: Obětem i obětovaným 1914–1919. Pod tímto nápisem je 23 jmen padlých občanů. Dále je pomníku plaketa T.G. Masaryka. Plaketu za druhé světové války schoval místní starosta Jan Pokorný. Je překvapivé, že tato plaketa přežila totalitu, kdy byla všechna vyobrazení prezidenta Masaryka v ohrožení, bez úhony a bez povšimnutí.
- Dům čp. 65 – rodiště Josefa Kostohryze. Na domě byla odhalena roku 1999 pamětní deska.
- Výklenková kaple svatého Jana Nepomuckého.[8] Výklenková kaple svatého Jana Nepomuckého je z 18. století a je nejstarší stavbou v obci. Nachází se u komunikace z obce do Milevska u domu čp. 9. Byla postavena majitelem panské hospody na jeho vlastním pozemku. Původně zde byla křižovatka bývalých cest do Veselíčka a do Bernartic. Dům, před kterým kaple stojí byl postavený později. V roce 2010 byla opravena. Bývala v ní dřevěná socha světce Jana Křtitele. Tato soška byla roku 1970 odvezena údajně do restaurátorské dílny a dodnes se nenašla. Tato kaple je vedená v Seznamu kulturních památek v okrese Písek.
- Kamenný kříž z roku 1900. Tento kříž je u silnice na Rastory, na kraji obce. Byl postavený místním občanem panem Bečkou roku 1900.
- Kašparovy kříže byly postaveny v letech 1851–1859 místním sedlákem. Jeho skutečné jméno bylo František Jeřábek. U Kašparů se říkalo jejich statku a jemu. Přezdívku získal po své matce. Její otec Kašpar byl místním rychtářem v Křenovicích. Brzo osiřel, matka mu zemřela v jeho dvanácti letech. Vychovávala jej macecha. Když se oženil, měl šest dětí. Pět dětí mu zemřelo v dětském věku a jeho poslední dcera onemocněla a zemřela roku 1852. Bylo jí dvacet čtyři let. Rok poté si vzal do výchovy svou neteř, které později odkázal veškerý majetek. Stavba těchto kamenných, nákladných křížů měla votivní charakter. Kříže nechal postavit na svých pozemcích a okolo cest, vedoucích z obce. Všechny kříže na sobě mají dataci a husitský kalich.
  - První Kašparův kříž byl postavený u cesty do Rakova a Rastor roku 1851. Hned vedle něj byl vysazený dub. Ale úder blesku mu poškodil polovinu koruny.
  - Druhý Kašparův kříž je dnes u silnice do obce Veselíčko. Je na něm letopočet 1856 a husitský kalich. Dále je na něm vyobrazený podivný obrazec.
  - Třetí Kašparův kříž byl vztyčený roku 1857 u bývalé staré cesty do Podolí II. Hned vedle něj rostla veliká Kašparova lípa. Tento kříž byl poničený a zbořený okolo roku 1960. V roce 2000 byl místními občany postavený litinový křížek.
  - Čtvrtý Kašparův kříž se nachází u silnice z obce na Bernartice. Byl vztyčený roku 1859 a na tomto místě se zastavovaly pohřební průvody, které šly z obce na hřbitov.
- Litinový kříž vedle kaple. Tento kříž je věnovaný křenovickým rodákům.

## Rodáci
- Josef Kostohryz (1907–1987), spisovatel, básník a překladatel

## Galerie

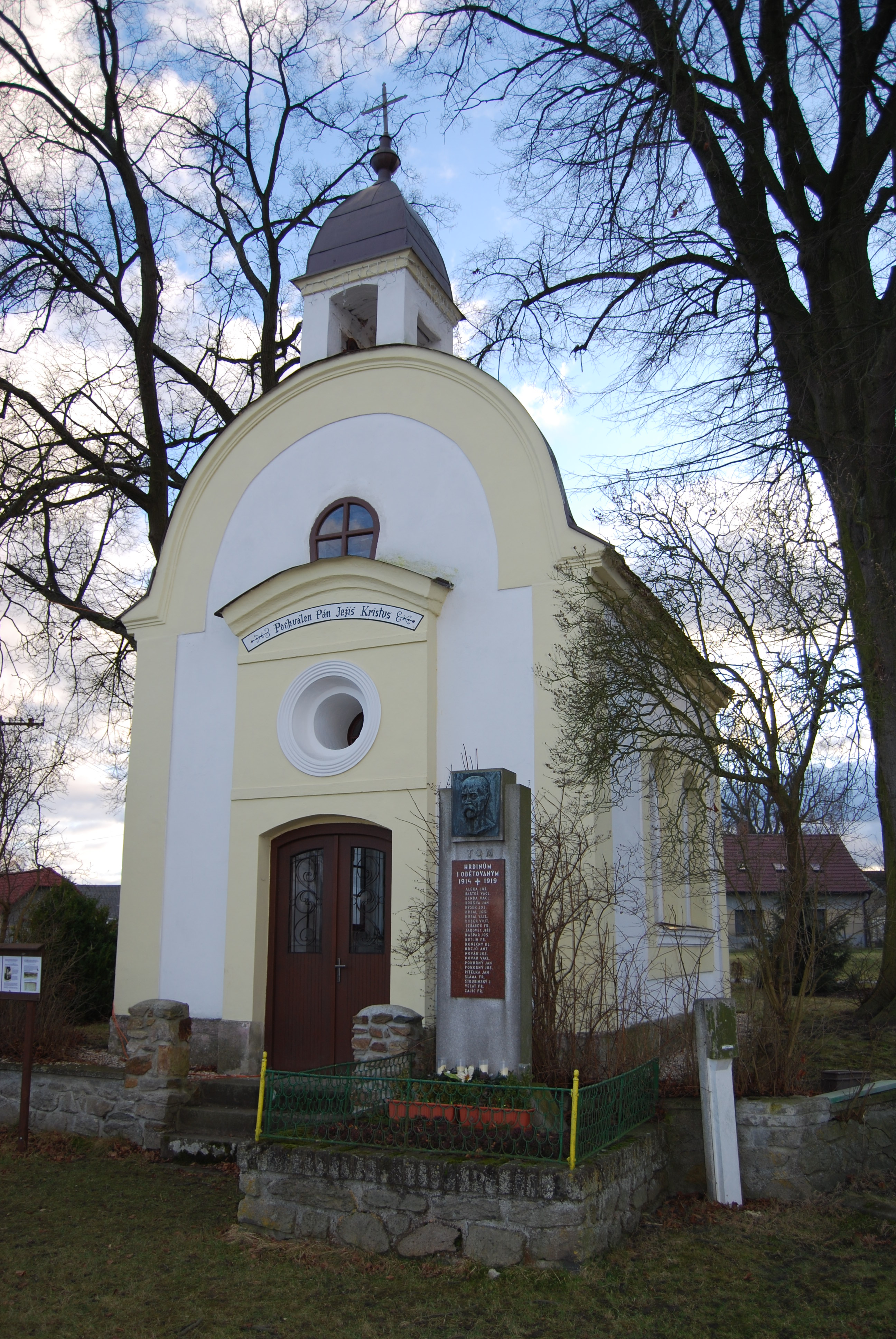
Návesní kaple Panny Marie
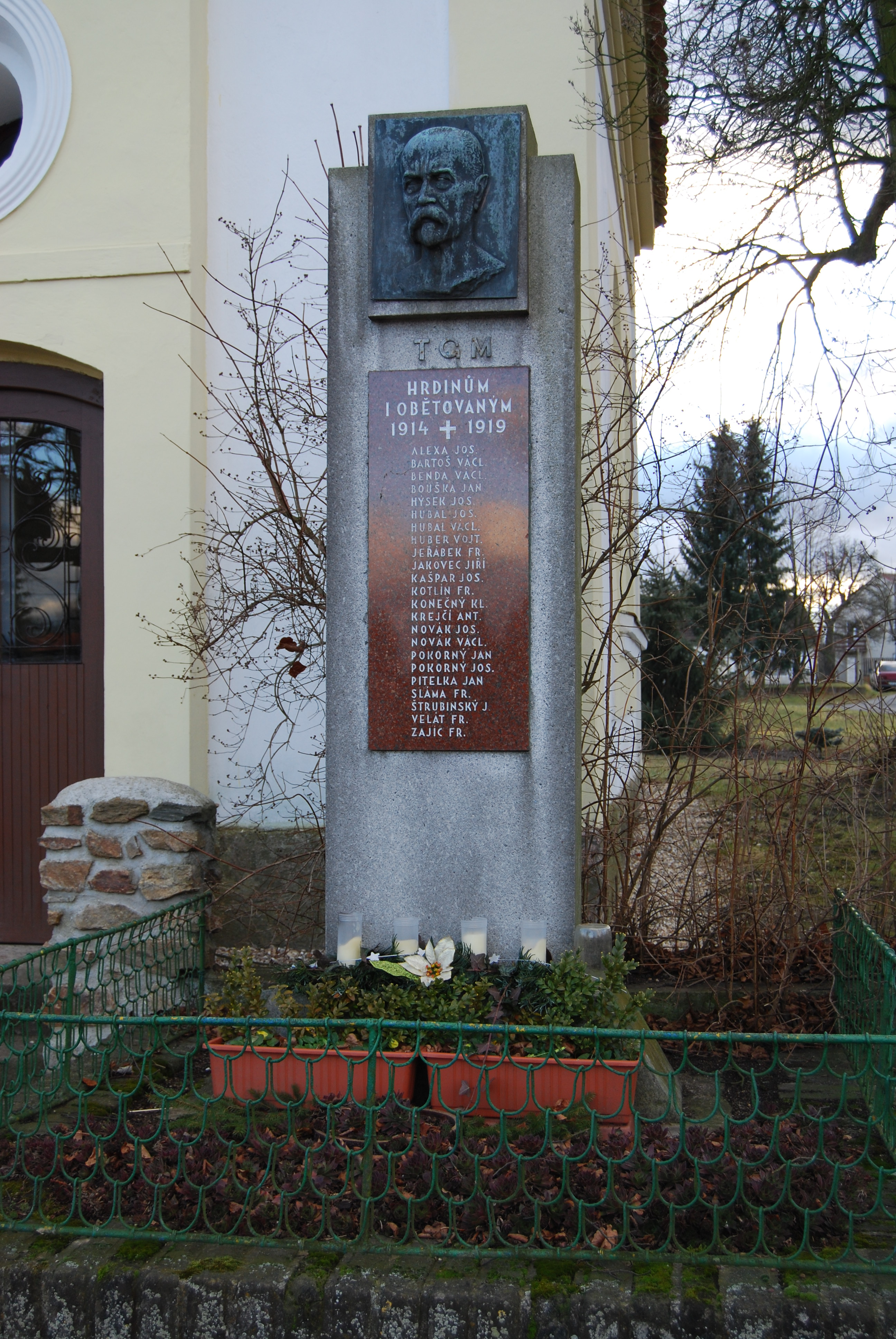
Pomník padlým v první světové válce
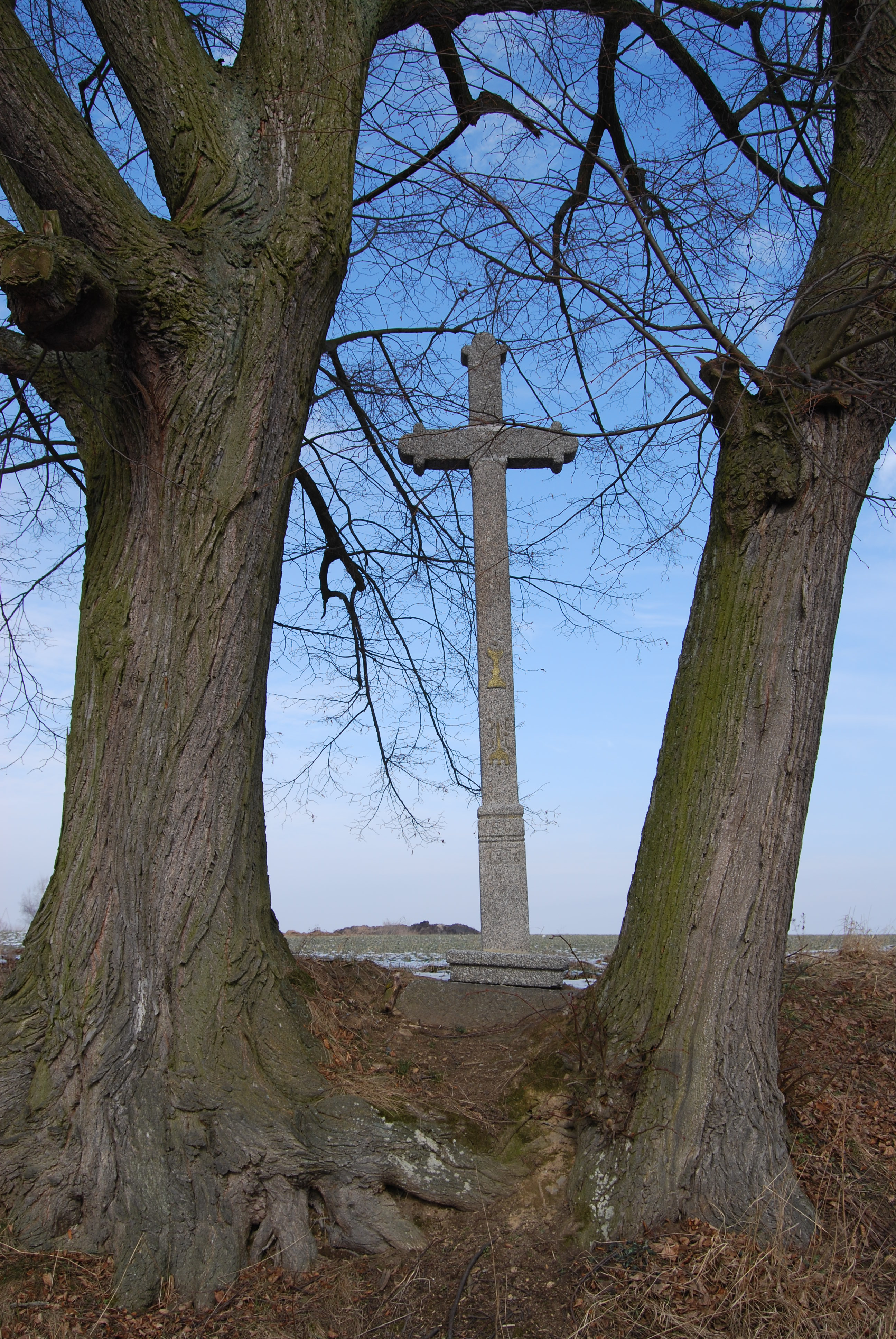
Druhý Kašparův kříž
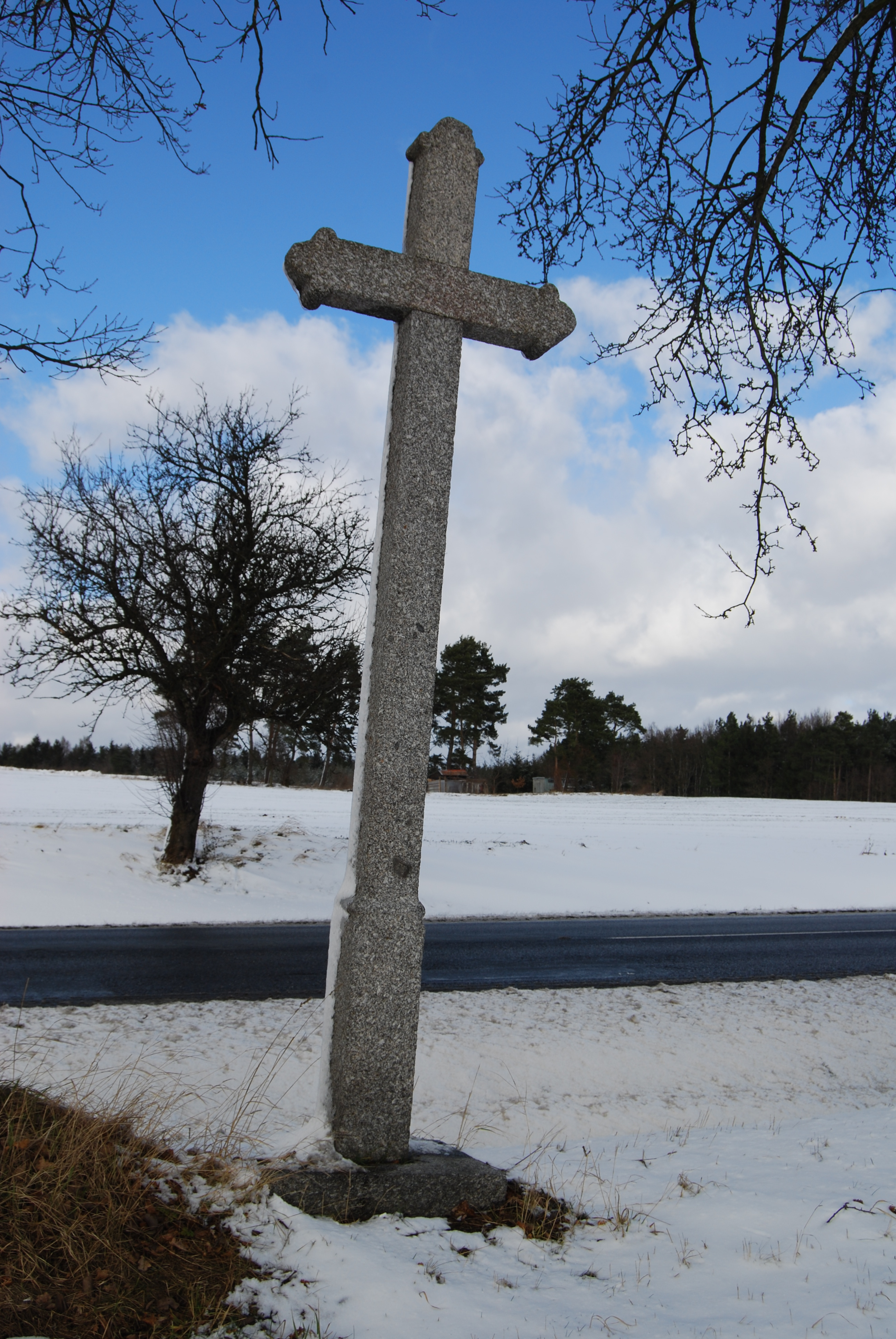
Čtvrtý Kašparův kříž
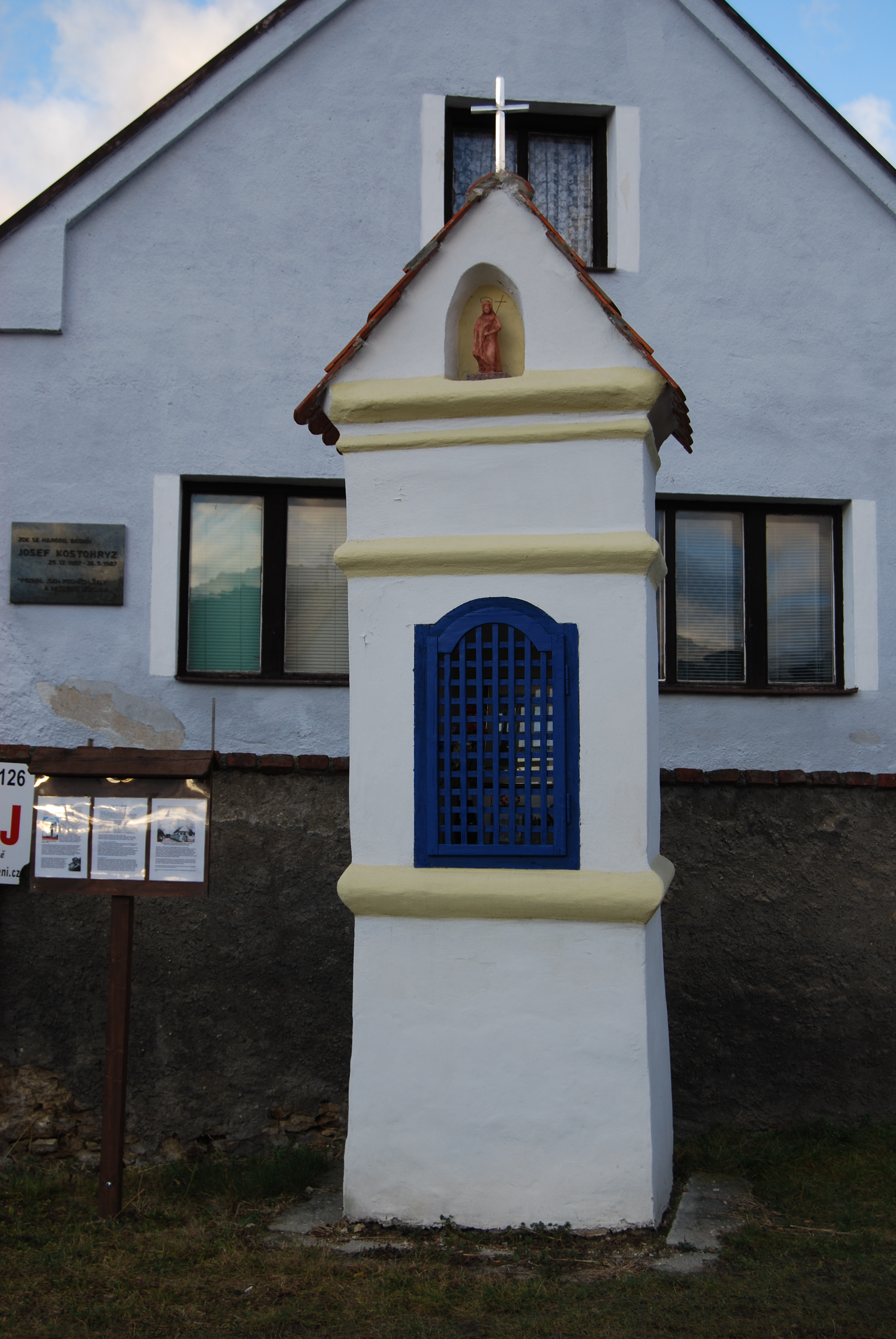
Kaple svatého Jana Nepomuckého
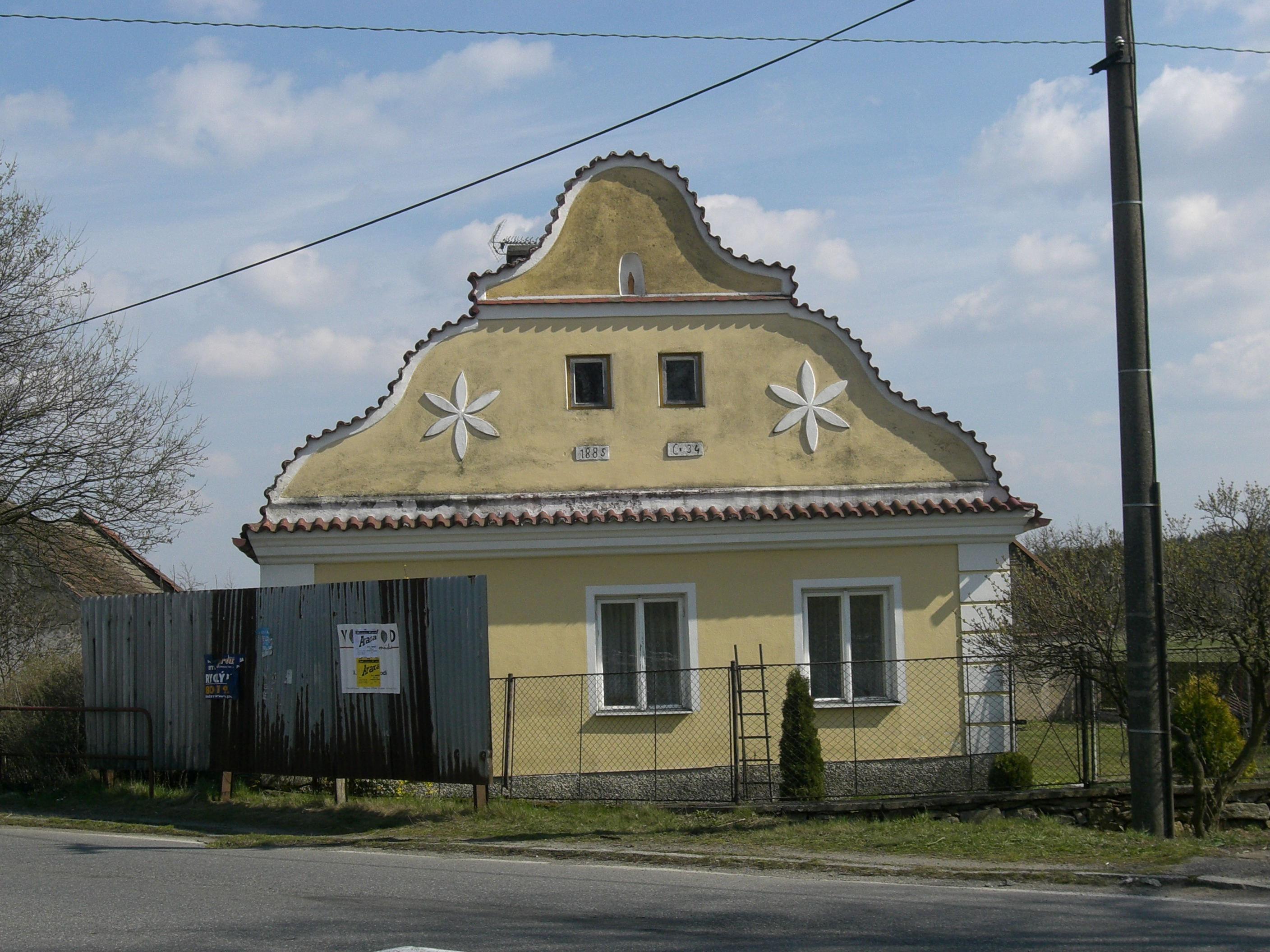
Barokní budova v obci